# Luz para Todos

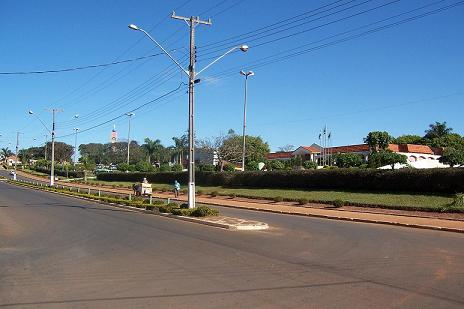
Em 20 anos, o Luz para Todos atendeu 3,6 milhões de domicílios, com 17,2 milhões de pessoas beneficiadas.

O Programa Luz para Todos foi instituído pelo Decreto nº 4.873, de 11 de novembro de 2003 com meta de ampliar o acesso à energia elétrica em áreas rurais do Brasil. A iniciativa foi concebida durante o primeiro Governo Lula (PT) como um mecanismo de inclusão social e desenvolvimento, visando atender cerca de dois milhões de domicílios rurais que, segundo o Censo de 2000 do Instituto Brasileiro de Geografia e Estatística (IBGE), ainda não contavam com esse serviço.

## Resultados do programa
A meta inicial do programa foi alcançada em maio de 2009, beneficiando aproximadamente 10 milhões de pessoas. Ao longo dos anos, a iniciativa se expandiu para atender assentamentos rurais, reservas extrativistas, terras indígenas, territórios quilombolas e áreas com forte presença de agricultores familiares. Até janeiro de 2016, o programa já havia levado energia elétrica a 15,6 milhões de moradores dessas localidades. Em 11 de novembro de 2023, o programa completou 20 anos de existência, com um balanço de 3,6 milhões de domicílios atendidos e 17,2 milhões de pessoas beneficiadas. Tido como uma das iniciativas mais abrangentes de inclusão elétrica no mundo, o programa levou o acesso à eletricidade para 99,8% da população brasileira, conforme dados do IBGE.
Artigo acadêmico publicado no The Journal of Politics, identificou impacto positivo e persistente do Luz para Todos no apoio eleitoral ao PT mesmo vários anos após o início do programa. Com relação a isso, cabe notar que um dos efeitos da chegada da eletricidade nas localidades beneficiadas foi o aumento na matrícula de jovens de 15 a 17 anos e de 18 a 25 anos no ensino, o que explicaria a persistência do efeito eleitoral do Luz para Todos.
Estudo quantitativo que investigou os efeitos do programa sobre o desenvolvimento socioeconômico de municípios beneficiados identificou impactos positivos em indicadores como rendimento médio, escolaridade e participação no mercado de trabalho, especialmente entre os jovens de 18 a 29 anos e em regiões com maior carência de infraestrutura elétrica no início dos anos 2000, com destaque para o Norte e o Nordeste do Brasil (ver mais em levantamento realizado pelo Instituto de Defesa de Consumidores - Idec). 
Segundo a estudos divulgados na Plataforma de Evidências do Banco Interamericano de Desenvolvimento (BID), embora o principal objetivo do programa não esteja diretamente ligado à segurança pública, estudos sugerem efeitos colaterais positivos nessa área. Uma metanálise publicada pela Campbell Collaboration apontou que melhorias na iluminação pública resultam, em média, em uma redução de 21% nos crimes registrados nos locais beneficiados. No contexto brasileiro, uma avaliação do impacto do programa indicou que a expansão do acesso à energia elétrica em áreas rurais esteve associada à queda significativa nos homicídios em espaços públicos. Estima-se que a elevação da cobertura elétrica de 0 a 100% esteja relacionada à redução de até 92 homicídios por 100 mil habitantes nessas localidades.
Com relação às percepções dos beneficiados do programa, avaliações indicam um elevado grau de satisfação, com relatos de melhora na qualidade de vida em todas as comunidades entrevistadas. Observou-se maior dinamismo da economia local, com aumento da comercialização de eletrodomésticos, ferramentas produtivas e bens duráveis nas zonas rurais, bem com a ampliação do acesso à informação. O programa também resultou na redução de gastos com outras fontes de energia, embora esse efeito varie entre os grupos atendidos — sendo, por exemplo, menos significativo entre populações indígenas.

## Etapas

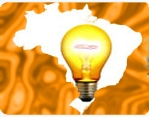
Uma das marcas do programa.

O Decreto nº 6.442, de 25 de abril de 2008 ampliou os objetivos do programa e estendeu seu prazo até o final de 2010. Posteriormente, a vigência do programa foi prorrogada por meio do Decreto nº 8.387, de 30 de dezembro de 2014, estendendo sua atuação até dezembro de 2018. Posteriormente, a iniciativa foi novamente prorrogada até dezembro de 2022, conforme estabelecido pelo Decreto nº 9.357, de 27 de abril de 2018.
O programa Luz para Todos foi relançado pelo Decreto nº 11.628, de 4 de agosto de 2023, com novas estratégias para levar o fornecimento de energia elétrica a comunidades rurais e regiões remotas da Amazônia Legal ainda não atendidas pela rede de distribuição. Essa fase do programa incorpora princípios de sustentabilidade, de forma a incentivar o uso de fontes renováveis de energia e a preservação do bioma amazônico.